# 太賀麻郎
太賀 麻郎（たいが あさお、1964年5月26日 - ）は、日本のAV男優、AV監督。デビュー当時は本名の永井 麻郎名義で活動していた。芸名の由来は『愛と誠』の主人公の太賀誠。

## 経歴
東京都世田谷区生まれ。父の永井健司は服飾デザイナーで、日本七大ブランドの一つであるJAZZレーベルの創始者。従兄にイラストレーターの永井博がいる。幼い頃から実家には永井やペーター佐藤が出入りしていたため、それらの人々から弟のように遊んでもらって育った。
文化学院演劇科在学中、白夜書房発行の性風俗情報誌『元気マガジン』で見た「エロビデオの男モデル募集」の広告に応募したことがきっかけとなり、1984年秋、『あやめの本番～わたしの舌には硬すぎる』でAV男優としてデビュー。このことが父親から怒りを買い、親戚に迷惑がかかると言われたために芸名で活動するようになる。以後、『いんらんパフォーマンス』シリーズなど2000本に出演。1988年に引退するまで、AVの仕事で2000人、プライベートで3000人、合計5000人を超える女性を抱き、2億円近い金を稼いだが、続く10年間でその全てを失ったという。
ランジェリーパブの経営に失敗した後、1990年代後半からAV監督として復活。2002年、共に仕事をしていたプロデューサーの奥出哲雄が猥褻図画販売の容疑で逮捕された後、奥出の借金を背負って自己破産した。
妻との離婚後は結核、糖尿病を患い、十数年間生活保護を受けながら2人の娘を育てているシングルファザーである。
AV出演強要問題について、「昔からあった」と証言している。

## 著書
- AV黄金時代 5000人抱いた伝説男優の告白（文庫ぎんが堂、2010年）
- 5000人抱いた男の無重力セックス これが、女が悦ぶ！モテる愛し方（イースト・プレス、2011年）
- 東京ノアール 消えた男優 太賀麻郎の告白（イースト・プレス、2011年）